# Nemum bulbostyloides
Nemum bulbostyloides är en halvgräsart som först beskrevs av Sheila Spenser Hooper, och fick sitt nu gällande namn av Jean Raynal. Nemum bulbostyloides ingår i släktet Nemum och familjen halvgräs. Inga underarter finns listade i Catalogue of Life.